# Peter Jost Huber
Peter Jost Huber (Wohlen, 25 marzo 1934) è uno statistico svizzero, noto per i suoi contributi allo sviluppo degli errori standard robusti all'eteroschedasticità.
Huber conseguì il dottorato di ricerca presso il Politecnico federale di Zurigo nel 1962, sotto la supervisione di Beno Eckmann. Nel 2012 fu nominato inaugural fellow della American Mathematical Society.